# كالي (مدينة)
سانتياغو دي كالي (بالإسبانية: Santiago de Cali) وتعرف اختصارا بـ«كالي» هي ثالث أكبر مدينة في كولومبيا تقع جنوب غرب البلاد في إدارة فالي ديل كاوكا ويبلغ عدد سكانها 2.5 مليون نسمة تقريباً. وقد تأسست المدينة سنة 1536 على يد المستكشف سيباستيان دي بيلالكازار.

## المناخ
يظهر الجدول التالي التغييرات المناخية على مدار السنة لكالي:
| البيانات المناخية لـكالي                                             | البيانات المناخية لـكالي | البيانات المناخية لـكالي | البيانات المناخية لـكالي | البيانات المناخية لـكالي | البيانات المناخية لـكالي | البيانات المناخية لـكالي | البيانات المناخية لـكالي | البيانات المناخية لـكالي | البيانات المناخية لـكالي | البيانات المناخية لـكالي | البيانات المناخية لـكالي | البيانات المناخية لـكالي | البيانات المناخية لـكالي |
| الشهر                                                                | يناير                    | فبراير                   | مارس                     | أبريل                    | مايو                     | يونيو                    | يوليو                    | أغسطس                    | سبتمبر                   | أكتوبر                   | نوفمبر                   | ديسمبر                   | المعدل السنوي            |
| -------------------------------------------------------------------- | ------------------------ | ------------------------ | ------------------------ | ------------------------ | ------------------------ | ------------------------ | ------------------------ | ------------------------ | ------------------------ | ------------------------ | ------------------------ | ------------------------ | ------------------------ |
| الدرجة القصوى °م (°ف)                                                | 36.3 (97.3)              | 36.5 (97.7)              | 36.4 (97.5)              | 34.5 (94.1)              | 33.2 (91.8)              | 35.3 (95.5)              | 36.6 (97.9)              | 35.7 (96.3)              | 35.0 (95.0)              | 34.4 (93.9)              | 32.8 (91.0)              | 34.5 (94.1)              | 36.6 (97.9)              |
| متوسط درجة الحرارة الكبرى °م (°ف)                                    | 29.9 (85.8)              | 30.2 (86.4)              | 30.1 (86.2)              | 29.5 (85.1)              | 29.3 (84.7)              | 29.5 (85.1)              | 30.1 (86.2)              | 30.7 (87.3)              | 30.2 (86.4)              | 29.2 (84.6)              | 28.9 (84.0)              | 29.2 (84.6)              | 29.7 (85.5)              |
| المتوسط اليومي °م (°ف)                                               | 24.0 (75.2)              | 24.2 (75.6)              | 24.2 (75.6)              | 23.9 (75.0)              | 23.9 (75.0)              | 23.9 (75.0)              | 24.1 (75.4)              | 24.3 (75.7)              | 24.1 (75.4)              | 23.5 (74.3)              | 23.4 (74.1)              | 23.6 (74.5)              | 23.9 (75.0)              |
| متوسط درجة الحرارة الصغرى °م (°ف)                                    | 18.9 (66.0)              | 19.0 (66.2)              | 19.2 (66.6)              | 19.2 (66.6)              | 19.2 (66.6)              | 18.9 (66.0)              | 18.4 (65.1)              | 18.5 (65.3)              | 18.7 (65.7)              | 18.8 (65.8)              | 18.8 (65.8)              | 18.9 (66.0)              | 18.9 (66.0)              |
| أدنى درجة حرارة °م (°ف)                                              | 14.4 (57.9)              | 15.2 (59.4)              | 14.0 (57.2)              | 14.6 (58.3)              | 16.0 (60.8)              | 15.1 (59.2)              | 13.6 (56.5)              | 13.4 (56.1)              | 14.2 (57.6)              | 15.0 (59.0)              | 15.0 (59.0)              | 15.0 (59.0)              | 13.4 (56.1)              |
| الهطول مم (إنش)                                                      | 51.3 (2.02)              | 56.0 (2.20)              | 92.0 (3.62)              | 129.3 (5.09)             | 96.5 (3.80)              | 55.1 (2.17)              | 31.7 (1.25)              | 35.3 (1.39)              | 70.1 (2.76)              | 101.8 (4.01)             | 101.2 (3.98)             | 67.9 (2.67)              | 888.2 (34.97)            |
| متوسط أيام هطول الأمطار                                              | 10                       | 9                        | 14                       | 17                       | 15                       | 10                       | 8                        | 8                        | 12                       | 16                       | 15                       | 12                       | 144                      |
| متوسط الرطوبة النسبية (%)                                            | 73                       | 72                       | 73                       | 76                       | 76                       | 75                       | 73                       | 71                       | 72                       | 75                       | 76                       | 75                       | 74                       |
| ساعات سطوع الشمس الشهرية                                             | 179.8                    | 158.2                    | 161.2                    | 141.0                    | 142.6                    | 150.0                    | 182.9                    | 189.1                    | 159.0                    | 155.0                    | 153.0                    | 164.3                    | 1٬936٫1                  |
| ساعات سطوع الشمس اليومية                                             | 5.8                      | 5.6                      | 5.2                      | 4.7                      | 4.6                      | 5.0                      | 5.9                      | 6.1                      | 5.3                      | 5.0                      | 5.1                      | 5.3                      | 5.3                      |
| المصدر: Instituto de Hidrologia Meteorologia y Estudios Ambientales ‏ |                          |                          |                          |                          |                          |                          |                          |                          |                          |                          |                          |                          |                          |

## توأمة
لكالي (مدينة) اتفاقيات توأمة مع كل من:
- ستوكهولم
- بالوس دي لا فرونتيرا
- براغ
- أورلاندو
- نيويورك
- ميامي
- أمستردام
- أثينا
- مونتريال
- فانكوفر
- مونت كارلو
- ميديلين
- برايتون
- كاراكاس
- كيتو
- غواياكيل
- غوادالاخارا
- مونتيري
- ريو دي جانيرو
- مانيلا
- فلورنسا
- سانتياغو دي كومبوستيلا
- ماراكايبو [8]

## أعلام
- أوسكار كوردوبا
- خوان سيباستيان كابال
- أندريس كايسيدو
- بيرناردو ايسبينوسا
- خيمينا دوكي
- جورج إسحق
- أوسكار لوبيز
- هرنان غافيريا
- ماريانو أوسبينا رودريجيث
- هيرناندو تيخادا